# XenForo
XenForo – aplikacja internetowa napisana w języku skryptowym PHP, służąca do tworzenia systemu forów dyskusyjnych dostępnych w formie stron WWW. Została zaprojektowana przy użyciu Zend Framework.